# Asilus lusitanicus
Asilus lusitanicus là một loài ruồi trong họ Asilidae. Asilus lusitanicus được Linnaeus miêu tả năm 1767. Loài này phân bố ở vùng Cổ Bắc giới.